# Hauke Jagau

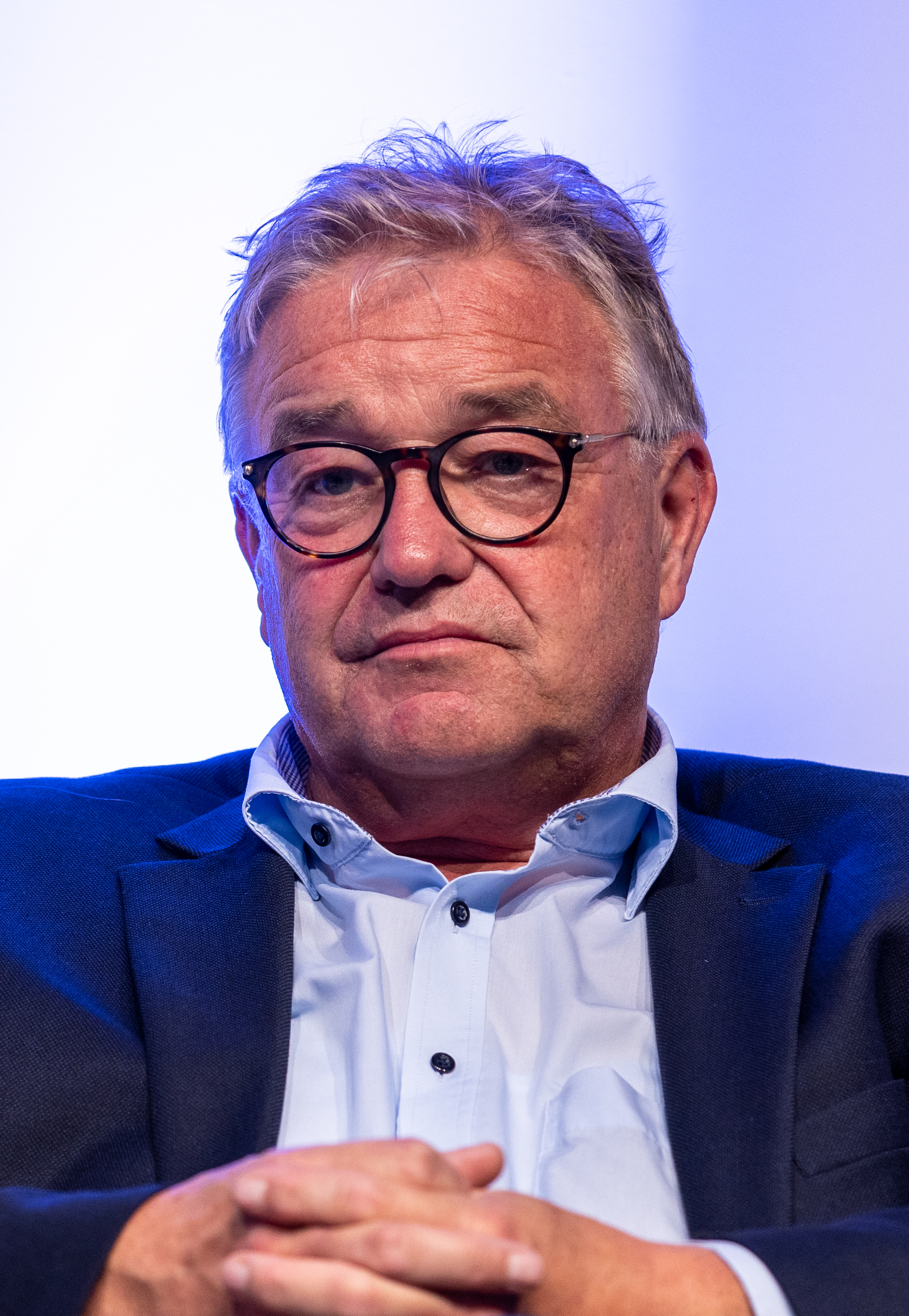
Hauke Jagau, 2022

Hauke Jagau (* 8. Juni 1961 in Hannover) ist ein deutscher Politiker (SPD) und ehemaliger Regionspräsident der Region Hannover.

## Leben
Hauke Jagau wuchs in Seelze bei Hannover auf, absolvierte dort 1980 sein Abitur. Nach dem Zivildienst als Rettungssanitäter studierte er an der Leibniz Universität Hannover Rechtswissenschaften und engagierte sich als studentischer Vertreter im Fachbereichsrat und in der Fachschaft. Hauke Jagau ist seit 50 Jahren Mitglied der DLRG, für die er auf unterschiedlichen Ebenen aktiv war. So gehörte er dem Landesvorstand der DLRG-Jugend in Niedersachsen an, war aber auch technischer Leiter der DLRG Seelze und als Rettungstaucher und Einsatzleiter aktiv. Hauke Jagau ist mit der Lehrerin Friederike Schumann verheiratet. Das Paar hat zwei erwachsene Kinder.
Der Volljurist war von 1989 bis 1990 wissenschaftlicher Mitarbeiter bei der SPD-Landtagsfraktion Niedersachsen. Von 1990 bis 1994 war er als Referatsleiter für Öffentlichkeitsarbeit im Niedersächsischen Justizministerium tätig, von 1994 bis 1996 als Referent im Bereich Rundfunk-Medienrecht und Verfassungsrecht in der Niedersächsischen Staatskanzlei unter Gerhard Schröder.

## Politik
1996, anlässlich der ersten Direktwahlen für Bürgermeister in Niedersachsen, wurde er mit 35 Jahren zum Bürgermeisters der Stadt Laatzen (40.000 Einwohner) bei Hannover gewählt. 2001 erfolgte die Wiederwahl. Er blieb bis 2006 Bürgermeister. Unter seiner Leitung entstanden nachhaltige Bauprojekte wie das erste kommunal betriebene Niedrig-Energie-Freizeitbad mit Sauna- und Fitnessangebot, das AquaLaatzium, die weltweit erste Drei-Feld-Sporthalle im Passivhaus-Standard sowie als Projekt zur Weltausstellung EXPO 2000 der Park der Sinne, ein Landschaftspark, der auf einer ehemaligen Mülldeponie errichtet wurde. Darüber hinaus setzte sich Hauke Jagau unter anderem für die kommunal finanzierte Sprachförderung von Kindern im Vorschulalter ein und baute die Verwaltung zu einem Dienstleister mit flachen Hierarchien um.
2006 und 2014 wurde er von den Einwohnern der Region Hannover (1,2 Millionen Menschen) zum Präsidenten der Region Hannover gewählt, ein Amt, das er bis 2021 bekleidete. In dieser Funktion machte er sich dafür stark, dass weiterhin wesentliche Aufgaben durch Unternehmen der öffentlichen Hand erbracht wurden. So wurden die Verkehrsunternehmen Üstra und Regiobus über öffentliche Dienstleistungsaufträge gesichert und das Klinikum Region Hannover, dessen Aufsichtsratsvorsitzender Jagau von 2014 bis 2021 war, durch die Region Hannover finanziell unterstützt. So fallen in seine Amtszeit auch Zusammenlegungen von Kliniken und die Schließung des Krankenhauses in Springe.
Im Januar 2011 geriet Hauke Jagau in die Kritik, als bekannt wurde, dass er den Vertrag des langjährigen Geschäftsführers des Zoo Hannover Klaus-Michael Machens wegen politischer Differenzen nicht verlängern wollte. Machens drohte wegen Jagaus Äußerungen mit Klage wegen Altersdiskriminierung. Die Auseinandersetzungen endeten im März in Machens fristloser Entlassung, gegen die Machens im April Klage erhob. Zuvor hatte die Staatsanwaltschaft Hannover aus strafrechtlicher Sicht keine Anhaltspunkte für ein pflichtwidriges Verhalten von Klaus-Michael Machens ausmachen können, eine Einschätzung, die im Juli 2011 letztinstanzlich bestätigt wurde. Im Februar 2012 entschied das Landgericht Hannover, dass Machens’ Kündigung rechtswidrig war und sprach ihm eine Abfindung zu.  Das Verfahren endete nach einer Konfliktmoderation durch den damaligen Präsidenten des Oberlandesgerichts mit einer Einigung.
Neben den Pflichtaufgaben der Region Hannover setzte sich Hauke Jagau für die Kulturarbeit ein, initiierte gemeinsam mit dem damaligen Intendanten Wilfried Schulz die Gründung der Sparte „Junges Theater“ am Staatsschauspiel in Hannover, forcierte den Neubau eines Flügels am Schloss Landestrost in Neustadt am Rübenberge, Eigentum der Stiftung Kulturregion Hannover, sowie die Umgestaltung und Erweiterung der Gedenkstätte Ahlem, einer ehemaligen israelitischen Gartenbauschule und während des Nationalsozialismus Sammelstelle für Deportationen, Gefängnis und Hinrichtungsstätte. Zudem pflegte er die Partnerschaft der Region Hannover mit der israelischen Region Unter-Galiläa und verweigerte im Jahr 2019 der AfD-Fraktion in der Regionsversammlung die Teilnahme an einem offiziellen Austausch mit Israel.
Eines der wichtigsten Anliegen Jagaus als Regionspräsident war die Modernisierung der Verwaltung, mit dem Ziel schnellere Entscheidungen durch flache Hierarchien und eigenverantwortliches Handeln zu stärken. Darüber hinaus machte er sich für die Förderung von Frauen stark. Das Netz der Frauenberatungsstellen wurde unter seiner Präsidentschaft ausgebaut, der Anteil der Frauen in Führungspositionen in der Regionsverwaltung gesteigert. In seine Amtszeit fallen zudem unter anderem die Einführung eines 15-Euro-Monats-Tickets für Jugendliche für den ÖPNV, das Management der Ankunft Tausender Flüchtlinge aus Syrien im Winter 2015/2016 sowie ab 2020 die Bewältigung der Corona-Pandemie durch das Gesundheitsamt der Region Hannover, das für 1,2 Millionen Einwohner zuständig ist. In diesem Zusammenhang setzte Hauke Jagau auch die Einrichtung eines Behelfskrankenhauses auf dem hannoverschen Messegelände für das Land Niedersachsen durch und organisierte einen engen Austausch aller Akteure im Gesundheitswesen in der Region Hannover.
Am 23. September 2020 erklärte Jagau, er werde bei den Kommunalwahlen in Niedersachsen 2021 nicht erneut bei der Wahl des Regionspräsidenten kandidieren. Daher schied er mit dem Ende der damals laufenden Amtszeit am 31. Oktober 2021 aus. Zu seinem Nachfolger wurde Steffen Krach gewählt, der das Amt am 1. November 2021 antrat.
Seit Ende 2021 ist Hauke Jagau als „Of-Counsel-Anwalt“ bei „Eckert Rechtsanwälte und Steuerberater“ und als Partner der Beratungsfirma „Bissendorf Consulting“ tätig. Jagaus Ko-Partner bei Bissendorf Consulting ist deren Gründer Tjark Bartels, Heino Wiese war im Februar 2024 als „Senior Advisor“ aufgeführt. Bissendorf Consulting berät nach eigenen Angaben „an der Schnittstelle von Wirtschaft und Politik“ und wurde am 16. Juni 2023 mit Ersteintrag in das Lobbyregister für Bundestag und Bundesregierung aufgenommen.
Seit Juni 2022 ist er für den SPD-Landesverband Niedersachsen Mitglied des Landesrundfunkrats Niedersachsen des Norddeutschen Rundfunks sowie Aufsichtsratsmitglied des Staatstheaters Niedersachsen.  Er ist Vorsitzender der Fördervereins Gedenkstätte Ahlem. Jagau gehört seit 25 Jahren dem geschäftsführenden Bezirksvorstand Hannover der SPD an, war zwischenzeitlich auch stellvertretender Landesvorsitzender im SPD-Landesvorstandes Niedersachsen.